# ERV-Fc

各種內源性反轉錄病毒的分類關係，ERV-Fc属于Class I，与ERV-H关系最为接近

ERV-Fc是一类內源性反轉錄病毒家族，广泛存在于真兽类的基因组中，由3000万年至1500万年间不断感染真兽类的γ-逆转录病毒整合而来，此病毒与现在的小鼠白血病病毒和猫白血病病毒（FeLV）关系最接近。灵长类特别是人类基因组中有两段ERV-Fc，分别是位于X染色体的HERV-Fc1和位于7号染色体的HERV-Fc2，代表了两次γ-逆转录病毒整合事件。